# Euryspongia lobata
Euryspongia lobata är en svampdjursart som beskrevs av Patricia R. Bergquist 1965. Euryspongia lobata ingår i släktet Euryspongia och familjen Dysideidae.
Artens utbredningsområde är havet kring Palau. Inga underarter finns listade i Catalogue of Life.